# Mahasena aurea
Mahasena aurea är en fjärilsart som beskrevs av Butler 1881. Mahasena aurea ingår i släktet Mahasena och familjen säckspinnare. Inga underarter finns listade i Catalogue of Life.